# Sărituri cu schiurile

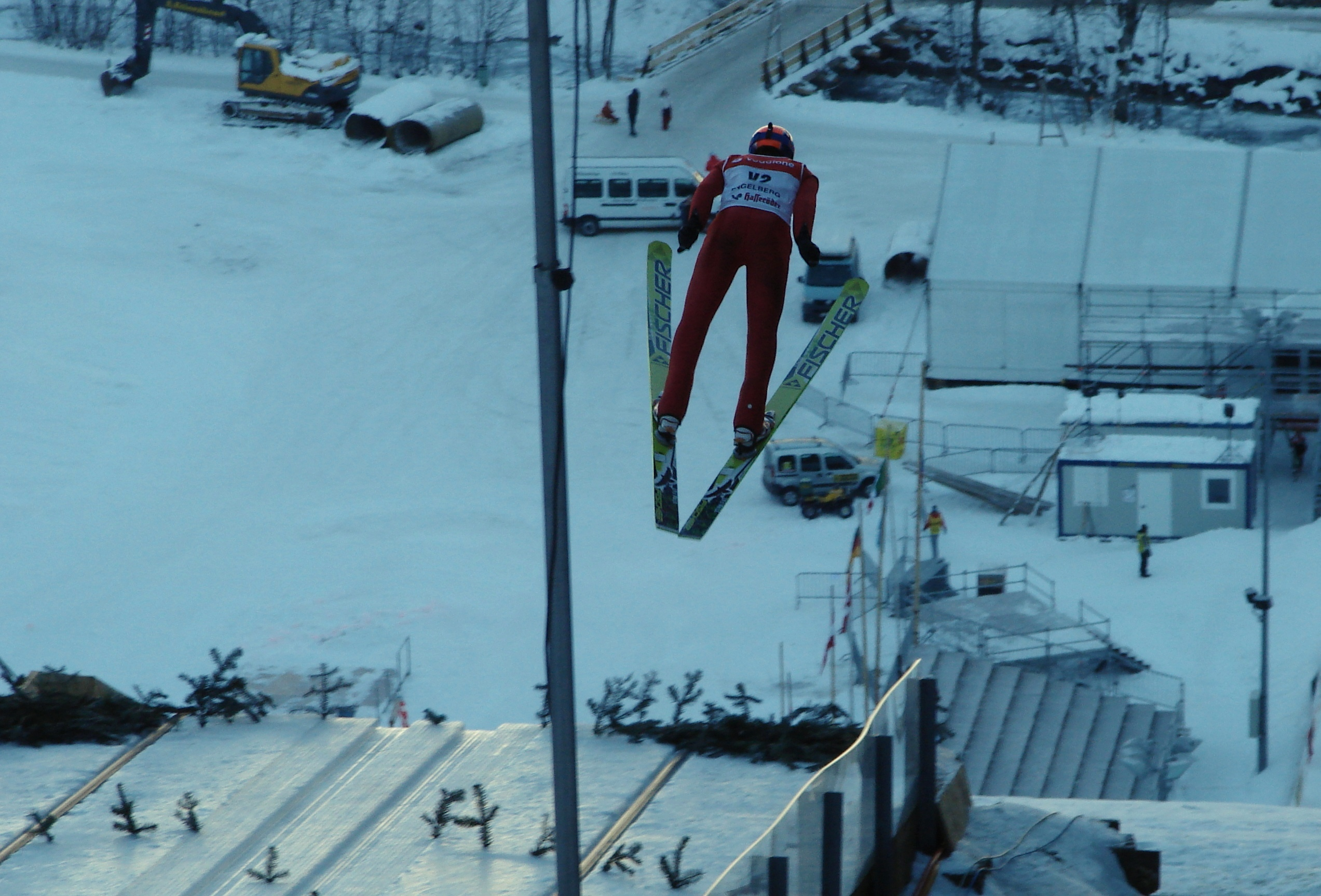
Schior în aer

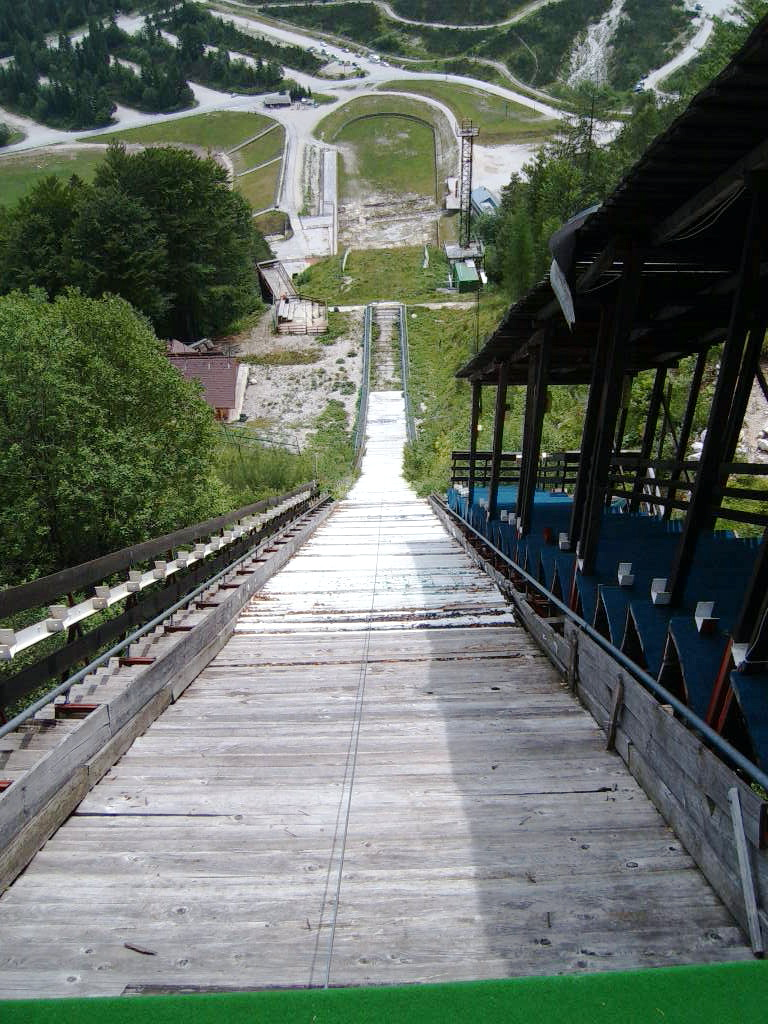
A doua cea mai mare pistă de sărituri din lume, Letalnica Bratov Gorišek, în Planica, Slovenia

Săriturile cu schiurile reprezintă un sport de iarnă care constă în coborârea pe schiuri a unei rampe, după care se pierde contactul cu pământul timp de câteva secunde și se aterizează după un scurt zbor (săritură).  Sportivii  săritori cu schiuri au ca  obiectiv aterizarea cât mai departe posibil. Zborul durează între 5-7 secunde, timp în care săritorii încearcă să-și mențină o poziție cât mai aerodinamică. Juriul apreciază lungimea săriturii, ținuta corpului în timpul  zborului și eleganța aterizării.

## Istorie
- Locul de origine al acestui sport este Norvegia.
- Tatăl săriturilor cu schiurile este considerat norvegianul Sondre Norheim, care, în 1860 a sărit fără a folosi bețe peste o piatră, o distanță de 30 de metri.[1]
- În 1879 a avut loc primul mare concurs gazduit de Norvegia.[2]
- În 1892 s-a desfășurat prima ediție Royal Cup, la Holmenkollen în Norvegia.[2]
- Cel care a revoluționat săriturile cu schiurile, introducând poziția V, a fost săritorul suedez Jan Boklöv. El a sărit pentru prima dată în acest stil în 1985.[3]
- La 18 martie 2017 Stefan Kraft a stabilit recordul actual, după o săritură de 253,5 metri de pe trambulina norvegiană de la Vikersund.[4]

## Regulament
- În competiții, câștigătorul este desemnat cel care acumulează cel mai mare punctaj în urma a două manșe.
- Fiecare trambulină are un "punct de constructie", pentru trambulinele mari fiind, de obicei, la 120 de metri. Sportivul care ajunge la această distanță primește 60 de puncte. Pentru fiecare metru în minus i se scade 1,8 puncte, iar pentru fiecare metru în plus i se adaugă 1,8 puncte, rezultând punctajul pentru lungime.
- Evoluția fiecărui săritor este evaluată de 5 arbitri și se bazează pe lungimea săriturii și pe stilul zborului. Sunt date 5 note cu valori între 1 și 20. Cea mai bună și cea mai slabă se anulează, restul fiind adunate la punctajul pentru lungime.
- Pe baza punctajului final se realizează clasamentul, câștigătorul primind 100 de puncte.

## Trambuline
- Trambulina normală (mică) are punctul de construcție la 90 de metri. Trambulinele mici sunt cele mai răspândite.
- Trambulinele mari sunt cele pe care se desfășoară de regulă întrecerile din Cupa Mondială.
- Trambulinele de zbor sunt trambuline cu punctul de construcție la peste 160 de metri. Pe acestea se desfășoara Campionate Mondiale de zbor, din 2 în 2 ani; însă probe de "zbor cu schiurile" se desfășoară și în Cupa Mondială. Cele mai mari trambuline se găsesc la: Kulm (Austria); Vikersund (Norvegia); Oberstdorf (Germania); Harrachov (Cehia); Planica (Slovenia).
- Trambulina Vikersundbakken din Vikersund (Norvegia) este cea mai mare din lume avand punctul de constructie la 195 de metri si lungimea de 225 metri.

## Săriturile ca sport olimpic
- Ordinea de start la Olimpiadă este dată de rezultatele din Cupa Mondială.
- Probele olimpice sunt în număr de 3, două individuale (pe trambulina normală și pe trambulina largă) și una pe echipe de către 4 sportivi, pe trambulina largă.
- Săriturile au fost prezente la olimpiadă încă de la prima ediție, Chamonix (Franța), în 1924.

## Vedete
- Adam Małysz (Polonia) - 4 Cupe Mondiale câștigate
- Janne Ahonen (Finlanda) - 2 Cupe Mondiale câștigate
- Simon Amman (Elveția) - dublu campion olimpic în 2002 și 2010
- Martin Schmitt (Germania) - 2 Cupe Mondiale câștigate
- Thomas Morgenstern (Austria) - 1 Cupă Mondială câștigată
- Jakub Janda (Cehia) - 1 Cupă Mondială câștigată
- Matti Hautamäki (Finlanda)
- Stefan Kraft (Austria) - deținătorul recordului mondial
- Roar Ljøkelsøy (Norvegia)
- Gregor Schlierenzauer (Austria) - 2 Cupe Mondiale câștigate, 53 de victorii de etapă
- Sven Hannawald  (Germania) - singurul castigator al tuturor celor 4 etape ale Turneului celor 4 Trambuline
- Noriaki Kasai (Japonia) - cel mai bătrân competitor (45 de ani)
- Kamil Stoch (Polonia) - al doilea castigator din istorie al tuturor celor 4 etape ale Turneului celor 4 Trambuline